# Paredones
Paredones é uma comuna da província de Cardenal Caro, localizada na Região de O'Higgins, Chile. Possui uma área de 561,6 km² e uma população de 6.695 habitantes (2002).